# 成勛
成勛（韓語：성훈，1983年2月14日—），韓國男演員，本名方成勛，舊名方仁奎，另譯為成勳或晟熏。
進行DJ、音樂活動的時候，使用DJ Roiii的名字。

## 經歷
從小學就開始練習游泳，並考入龍仁大學社會體育學科，出道前曾有14年專業的游泳選手經歷。
2002年時曾參加過MBC全國游泳大會與大學錦標大會，創下蝶式部門大會新紀錄，後來由於負傷，在接受椎間盤突出手術後，不得不放棄游泳，放棄選手生涯選擇改行當演員。在此之前從未想過從事其他職業，正在苦惱於之後要做什麼時，喜歡看電影的他開始對演員產生興趣，進而決心成為演員。
2011年，在1000比1的激烈競爭中，脫穎而出成為了林成漢作家作品《新妓生傳》的男主角，以亞多慕一角出道，開啟了演藝之路。
2016年，出演週末劇《五個孩子》，與演員申惠善飾演情侶，因為戲內、外互動甜蜜且逗趣，獲得觀眾的熱烈支持，而打開知名度。
2017年，因出演《焦急的羅曼史》男主角而大受歡迎，尤其第一集就突破電視劇尺度，在跑車裡上演床戲而受矚目。在第8集與女主角宋枝恩泳池畔的吻戲與互動，眼神與笑容彷彿滴出蜜一般，而有「吻戲匠人」的稱號。
2017年，參與綜藝節目MBC《我獨自生活》真實呈現日常生活，而被認證傻瓜形象，並於2018年底獲得MBC演藝大賞綜藝部門最佳娛樂人賞。
2018年10月20日，參加第六屆青銅鐵人三項，男子35-39歲組，59名參賽，獲得第5名（游泳第一名）。比賽內容於2018年11月9日 《我獨自生活》節目中播出。
2019年3月，加入《我獨自生活》主持群。
2019年4月，擔任2019光州世界游泳錦標賽第三期宣傳大使。24日在首爾JW萬豪酒店5樓的大宴會廳舉行光州游泳大會制服時裝秀和宣傳大使委任儀式。
2019年7月，參加流浪犬愛心義工活動，起初是擔任臨時照護者，因日夜照護有了感情，進而決定領養患有麻疹肺炎的浪犬，取名양희(音:陽熙)。
2019年底，因參與綜藝節目MBC《我獨自生活》，獲得MBC演藝大賞綜藝部門男子優秀賞與最佳團體賞。
2020年2月，於"大邱市民日紀念儀式"中，被任命爲大邱市宣傳大使，但由於COVID-19，大使委任活動暫時延期。
2020年2月28日，向因COVID-19而陷入困境的大邱市贈送了1萬瓶手部消毒劑。
2020年4月，正式開設個人YouTube頻道《Sunghoon Date Who》，頻道內容為成勛每次皆會被賦予一個新角色，並與不同人或素材見面。他將訂閱者稱呼為「some some yi」(썸썸이，在韓語中some有曖昧之意)。
2020年底，因參與綜藝節目MBC《我獨自生活》，獲得MBC演藝大賞綜藝部門最優秀賞。

## 演出作品

### 電視劇
- 2011年：SBS《新妓生傳》飾演 亞多慕
- 2012年：SBS《信義》飾演 天音子
- 2013年：湖北綜合頻道《新保镖之翡翠娃娃》飾演 郭旭
- 2013年：SBS《家族的誕生》飾演 韓智勳
- 2013年：SBS《熱愛》飾演 姜武烈
- 2015年：KBS《Oh My Venus》飾演 張俊成
- 2016年：KBS《五個孩子》飾演 金相珉
- 2017年：OCN《焦急的羅曼史》飾演 車鎮旭
- 2017年：SBS《偶像大師.KR》飾演 姜坤赫
- 2017年：KBS《Jugglers》飾演 李京俊（特別出演）
- 2018年：Netflix《心靈的聲音：Reboot》飾演 趙石
- 2019年：MBN《Level Up》飾演 安端泰
- 2021年：TV朝鮮《結婚作詞，離婚作曲》飾演 判謝賢（兩季）
- 2022年：SBS《我們從今天開始》飾演 拉斐爾（金福來）
- 2023年：MBN《完美的結婚公式》飾演 徐道國
- 2023年：TVING《死期將至》飾演 宋宰燮 （特別出演）
- 2025年：ENA《退貨兒童》飾演 總統 （特別出演）

### 網路劇
- 2014年：Naver tvcast《六人室》飾演 金珉秀
- 2015年：Naver tvcast《高貴的你》飾演 李康勳
- 2018年：oksusu《我在路上撿到了藝人》飾演 姜俊赫[6]
- 2020年：阿里郎電視臺ON·OFFline頻道.《可疑的韓流明星》

### 電影
- 2018年：《回來吧，釜山港之愛》海外譯名:《兄弟天國》  飾演 金泰成
- 2020年：《正在相愛嗎？（朝鲜语：사랑하고 있습니까?）》飾演 勝在 2020年3月25日韓國上映，2020年4月30日台灣上映。

### 音樂錄影帶
- 2009年：White Brown 《Because I Love You (사랑하기 때문에)》
- 2010年：吳允慧《Oh Yun Hye - Promise Me (약속해줄래)》
- 2013年：Davichi《兩人喝一杯》（與張新英）
- 2014年：白寶藍（Crayon Pop）《sunlight》
- 2016年：Nop.K《CLIMAX (Feat. Hoon.J)》
- 2016年：Real Girls Project《꿈을 Dream》

### 音樂劇
- 2014年5月31日：日本公演的韓流創作音樂劇「Summer Snow」

### 话剧
- 2024年：《ART》[7]

## 綜藝節目
| 年份          | 電視台    | 節目名稱           | 日期              | 備註            |
| ------------- | --------- | ------------------ | ----------------- | --------------- |
| 2017年—2022年 | MBC       | 《我獨自生活》     | 2017年7月7日      | 自第212期起出演 |
| 2018年        | JTBC      | 《團結才能火2》    | 10月27日—12月29日 |                 |
| 2022年        | [MBC]     | 《不吵架就是萬幸》 | 8月8日 - 12月26日 |                 |
| 2023年        | [MBC]     | 《不吵架就是萬幸》 | 1月2日            |                 |
| 2023年        | Channel A | 《都市漁夫5》      | 9月7日—12月28日   |                 |

## 音樂作品
- 2014年：陽光（Sunlight）《六人室》OST
- 2015年：是開始嗎（시작인가요）《高貴的你》OST
- 2015年：沒什麼是容易的（Nothing is Easy）（쉬운 게 없구나）《高貴的你》OST
- 2015年：My Style  CD
- 2017年：一模一樣（똑 같아요）《焦急的羅曼史》OST
- 2017年：你是我的世界（너뿐인 세상）《焦急的羅曼史》OST
- 2017年：亞洲巡迴見面會開場曲《Pumping Jumping》
- 2018年：總是想起你 자꾸 널 생각해 《我在路上撿到藝人》OST
- 2021年：所有日子都在一起吧 모든 날 함께해《結婚作詞，離婚作曲》OST
- 2021年：會沒事的 (It Will Be Okay) 괜찮아 《結婚作詞，離婚作曲2》OST
- 2021年：For You 《結婚作詞，離婚作曲2》OST
- 2022年：在妳身旁（있어줄게） 《我們從今天開始》OST
- 2023年：事實上（사실은） 《完美的結婚公式》OST

## 廣告代言
- 2012年－2015年：MCM 精品皮具品牌
- 2016年：Buckaroo 牛仔褲品牌
- 2016年：Earl Jean 牛仔褲品牌
- 2016年：Orange:Factory 服飾品牌
- 2017年：Andrew Hush 牛仔褲品牌
- 2017年：JR 九州游輪旅遊
- 2017年-2021年：LASHEVAN 男性品牌
- 2017年－2018年：NuSkin Lumi SPA 美顏品牌
- 2018年：Glow Loudey 美顏美髮品牌
- 2018年：K2 運動品牌
- 2018年：TMAK 泳裝運動品牌
- 2019年：LG ThinQ(李施彥.旗安84)
- 2019年：可口可樂-W-膳食纖維飲料廣告
- 2019年-2020年：韓國體育品牌PRO-SPECS
- 2020年：케페우스M(李施彥.旗安84) 韓國手機遊戲廣告
- 2020年：TOM FORD BEAUTY香水.口紅
- 2020年: POLICE太陽眼鏡商品目錄及店頭視覺看板拍攝
- 2020年: Goobne Chicken 炸雞TVCF
- 2020年:하루야채果菜汁廣告
- 2020年: 8b Dolce PATISSERIE & CAFE Since 1998 에잇비돌체 代言
- 2020年:Forment Signature Perfume 代言
- 2020年:東洋機械  TS130 農耕機
- 2020年:艾莉薇品牌摯友廣告
- 2020年:得瑪莎品牌摯友廣告
- 2020年:KEYANG桂陽電機
- 2021年: TISSOT  天梭表韓國官方大使
- 2021年: SKstoa indicode  服裝代言
- 2021年: Guinness  啤酒品牌
- 2022年: Burger King  韓國Angry Truffle Whopper
- 2022年:응급실국물떡볶이 辣炒年糕廣告

## 獲獎
- 2011年：SBS演技大賞－新星獎（新妓生傳）
- 2016年：第一屆Asia Artist Awards－Best Choice獎
- 2016年：KBS演技大賞－男子新人賞（五個孩子）
- 2017年：第二屆Asia Artist Awards－Best Entertainer獎
- 2018年：第十三屆 亞洲模特盛典Asia Model Festival－明星獎
- 2018年：第三屆Asia Artist Award－AAA Favourite獎
- 2018年：A-Awards   AUTHENTIC獎
- 2018年：MBC演藝大賞-綜藝部門-最佳娛樂賞（我獨自生活）
- 2019年：新加坡 2019 StarHub Dazzling Star Award(星和閃亮之星獎)
- 2019年：MBC演藝大賞-綜藝部門-最佳團體賞：成勛、李施彥、旗安84、劉憲華、（我獨自生活）
- 2019年：MBC演藝大賞-綜藝部門-男子優秀獎（我獨自生活）
- 2020年：MBC演藝大賞-綜藝部門-最優秀獎（我獨自生活）
- 2020年：MTN 2020廣播廣告節（MTN 2020 방송광고페스티벌）－CF明星獎

## 頒獎
- 2016年1月14日：第25屆韓國歌謠大賞－舞蹈表演獎項（頒獎；與李彩英）
- 2016年9月8日：2016首爾國際電視節－導演&作家獎項（頒獎；與Hani（EXID）
- 2016年10月2日：第5屆APAN Star Awards－最佳APAN明星獎項（頒獎；與洪秀兒）
- 2017年5月3日：第53屆百想藝術大賞－電影&電視劇本賞（頒獎；與Uie）
- 2017年9月20日：第1屆SORIBADA BEST K-MUSIC Award－新韓流新人賞
- 2017年11月29日：第9屆Mnet亞洲音樂大獎-Best Concert Performer獎（頒獎；與李善彬）
- 2018年12月29日：MBC演藝大獎-綜藝部門-女子優秀獎（頒獎；與李施彥）
- 2019年2月26日：第6屆伊利文化大獎-國樂最優秀獎部門頒獎
- 2019年4月24日：《The Fact Music AWARDS》（頒獎；與李施彥）
- 2019年12月29日：MBC演藝大獎-綜藝部門-Multi-tainer賞：劉俊相、韓惠妍（頒獎；與李施彥）
- 2020年6月3日：第56屆大鐘獎電影節
- 2020年10月1日：朝鮮電視台2020 Trot Awards PD評選新星獎

## 粉絲見面會
- 2016年9月15日－9月16日:日本粉絲見面會
- 2017年1月30日:日本粉絲見面會
- 2017年巡迴見面會:(泰國7/15、台灣8/11、韓國9/17、杜拜10/6、馬來西亞10/28、日本11/17)
- 2018年5月10日:日本粉絲見面會 地點:club cita 當天有下午和夜間共2場
- 2018年6月22日－6月24日:成勛第一屆全球粉絲營 (韓國Elysian江村渡假村.3天2夜)
- 2018年8月11日:日本粉絲見面會「2018 SUMMER VACATION with SUNG HOON in OSAKA」
- 2018年9月18日-9月20日:“日本第4屆Tokimeki★溫泉之旅”第一梯次:9/18-9/19  第二梯次:9/19-9/20
- 2018年10月12日:阿拉伯聯合大公國"阿布達比"粉絲見面會
- 2019年2月9日:2019年世界巡演首站韓國粉絲見面會《My Secret Date》 在韓國同德女子大學100週年紀念館舉行
- 2019年3月17日:2019年世界巡演第二站.台灣粉絲見面會《My Secret Date in TAIPEI》地點:臺灣Legacy MAX Hall舉行
- 2019年5月30日:2019年世界巡演第三站.日本粉絲見面會《My Secret Date in JAPAN》地點:東京Zepp舉行.當天有下午和夜間共2場
- 2019年7月12日－7月14日:成勛第二屆全球粉絲營 (韓國)
- 2019年9月27日:2019星和璀璨星光夜粉絲見面會 地點:新加坡城市廣場(City Square Mall)
- 2019年10月19日:馬來西亞粉絲見面會
- 2019年11月9日:印尼雅加達粉絲見面會
- 2019年11月23日:Stallion Entertainment家族派對
- 2020年1月17日:阿拉伯聯合大公國"阿布達比"粉絲見面會
- 2020年2月16日:FAMILY PARTY CONCERT IN TAIPEI (因新冠肺炎疫情延期，時間未定)
- 2024年3月30日:成勛2024粉絲見面會臺北站《Sung Hoon 2024 FAN MEETING in TAIPEI》地點:臺灣新北市政府多功能集會堂
- 2024年3月30日-3月31日:2024 Sung Hoon Sweet Wonderland in TAIPEI 地點:臺灣臺北晶華酒店、臺灣新北市政府多功能集會堂
- 2024年5月10日:巴西粉絲見面會

## 外部連結
- NAVER搜索 （页面存档备份，存于）
- 官方網站 （页面存档备份，存于）
- 成勛的X（前Twitter）
- 成勛的Instagram帳戶
- 成勛的新浪微博 （中文）